# Jonathan Djanogly
Jonathan Simon Djanogly, född 3 juni 1965 i Hammersmith i Storlondon, är en brittisk konservativ politiker. Han är ledamot av underhuset för Huntingdon sedan 2001.